# 고마쓰촌 (시가현)
고마쓰촌(小松村)은 시가현 시가군에 설치되었던 촌이다.